# Colibrí mango gorjaverd
El colibrí mango gorjaverd (Anthracothorax viridigula) és una espècie d'ocell de la família dels troquílids (Trochilidae) que habita zones obertes amb arbres, boscos poc densos i manglars de les terres baixes costaneres de l'est de Veneçuela, Trinitat, Guaiana i nord-est del Brasil.